# Coccothrinax
Coccothrinax är ett släkte av enhjärtbladiga växter. Coccothrinax ingår i familjen Arecaceae.

## Bildgalleri

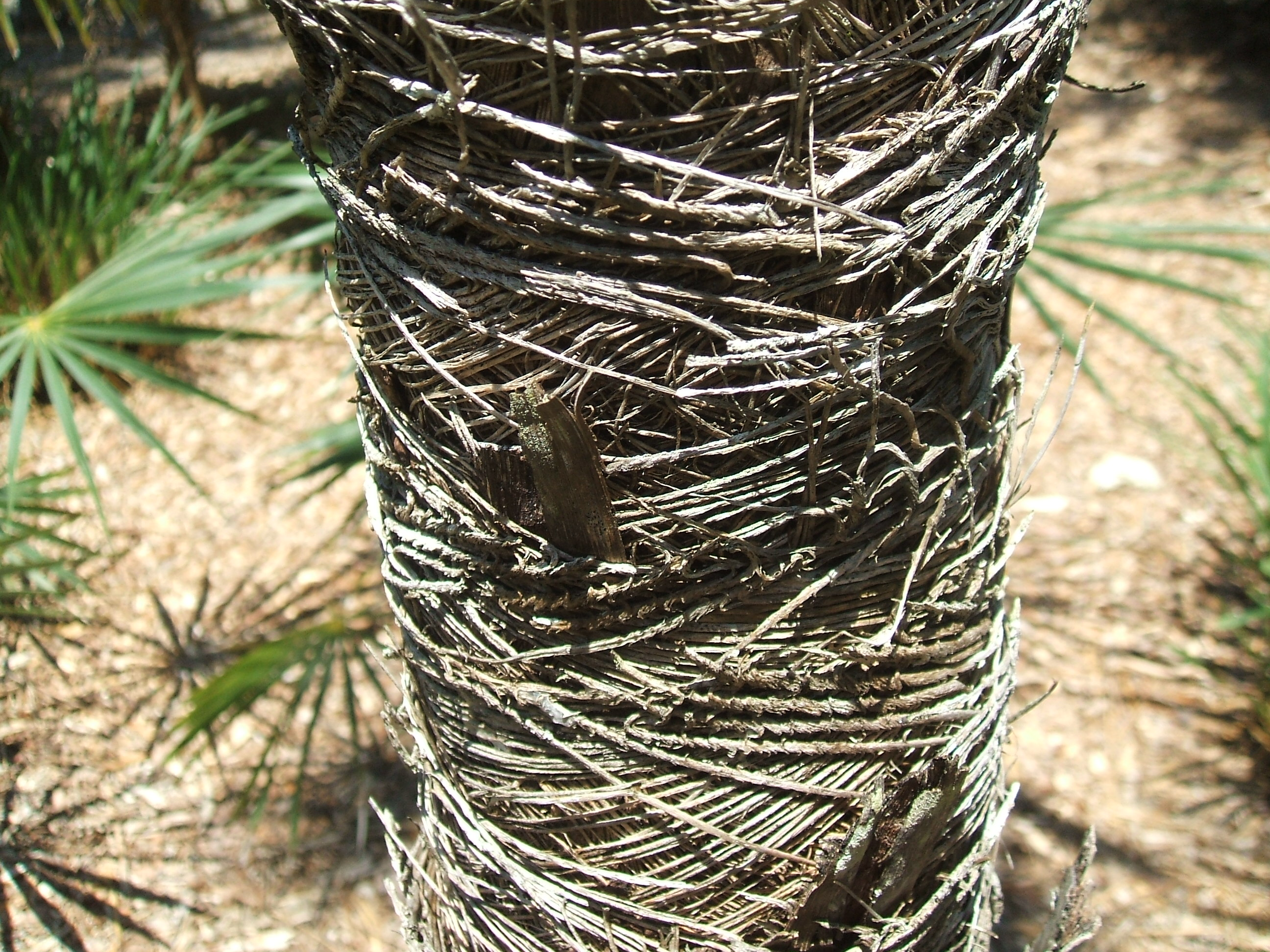

## Dottertaxa tillCoccothrinax, i alfabetisk ordning[1]
- Coccothrinax acunana
- Coccothrinax alexandri
- Coccothrinax alta
- Coccothrinax argentata
- Coccothrinax argentea
- Coccothrinax baracoensis
- Coccothrinax barbadensis
- Coccothrinax bermudezii
- Coccothrinax borhidiana
- Coccothrinax boschiana
- Coccothrinax camagueyana
- Coccothrinax clarensis
- Coccothrinax concolor
- Coccothrinax crinita
- Coccothrinax cupularis
- Coccothrinax ekmanii
- Coccothrinax elegans
- Coccothrinax fagildei
- Coccothrinax fragrans
- Coccothrinax garciana
- Coccothrinax gracilis
- Coccothrinax guantanamensis
- Coccothrinax gundlachii
- Coccothrinax hioramii
- Coccothrinax inaguensis
- Coccothrinax jamaicensis
- Coccothrinax leonis
- Coccothrinax litoralis
- Coccothrinax macroglossa
- Coccothrinax microphylla
- Coccothrinax miraguama
- Coccothrinax moaensis
- Coccothrinax montana
- Coccothrinax munizii
- Coccothrinax muricata
- Coccothrinax nipensis
- Coccothrinax orientalis
- Coccothrinax pauciramosa
- Coccothrinax proctorii
- Coccothrinax pseudorigida
- Coccothrinax pumila
- Coccothrinax readii
- Coccothrinax rigida
- Coccothrinax salvatoris
- Coccothrinax savannarum
- Coccothrinax saxicola
- Coccothrinax scoparia
- Coccothrinax spissa
- Coccothrinax torrida
- Coccothrinax trinitensis
- Coccothrinax victorini
- Coccothrinax yunquensis
- Coccothrinax yuraguana